# 透納娛樂公司
透納娛樂公司（英語：Turner Entertainment Company）是一家美國媒體公司，由泰德·透納（Ted Turner）建立。透納娛樂公司目前屬於華納媒體集團，負責時代華納的大部分電影、電視、卡通等媒體的全球發行事業。

## 成立背景
透納娛樂公司是在1986年8月4日建立，是透納廣播系統有限公司旗下的一個子公司，用來管理、發行透納集團自取得米高梅/聯美影業的電影版權。米高梅/聯美影業現在屬於新力美國公司集團所有。
除了米高梅的片廠，透納娛樂公司還取得米高梅公司的大部分影視版權；其中包含華納兄弟在1956年賣給Associated Artists Productions的早期華納電影版權、大力水手卡通、大部分雷電華電影公司影視作品的美國版權、部分聯美影業的影視作品。之後，透納娛樂公司米高梅賣出米高梅/聯美的商標，仍持有上述1986年以前的影視作品版權。
除了影視作品的發行，透納娛樂公司還從事電影的保存與重建，例如：《北非諜影》（Casablanca）、《大國民》（Citizen Kane）、《金剛》（King Kong）、《萬花錦繡》（Easter Parade）、《爵士歌手》（The Jazz Singer），上述早期作品因此獲得在美國重新上映、發行影帶、或在有線電視頻道播出的機會。也因為透納娛樂公司的全球發行管道，上述影片也獲得在許多國家發行影帶、在電視播出的機會。
透納娛樂公司也發行時代華納集團其他子公司的影視作品，例如：雷電華電影公司、城堡石娛樂公司、新線影業、特納通信集團電視台、The CW4Kids、透納電視網、卡通頻道、華納動畫天地、公共電視網透過透納家庭娛樂與華納家庭娛樂發行的影帶。
根據契約，在1999前，透納娛樂公司持有的米高梅與華納公司的影視版權，經由米高梅家庭娛樂發行。在1999年後，這些版權轉經由華納家庭娛樂發行。經過這次的版權交接，華納電影公司重新獲得大部分50年代以前的影視版權。

## 版權
透納娛樂公司是時代華納集團旗下的另一發行公司，也持有許多電影與卡通版權，例如：《綠野仙蹤》（The Wizard of Oz）、《聖誕故事》（A Christmas Story）、《亂世佳人》（Gone With The Wind）、《湯姆和傑利》（Tom and Jerry）。
以下為透納公司曾持有，現今失去的電影版權：
- 哈爾·洛區的大部份電影，現由RHI Entertainment持有版權，Genius Products/溫斯坦影業與獅門娛樂公司持有影帶發行權。而哈爾·洛區的《木兵大進擊》（March of the Wooden Soldiers），則回到原發行商米高梅公司的手中（當時為山繆高德溫電影公司）。
- 由山謬·高文（Samuel Goldwyn）製作、米高梅公司發行的《紅男綠女》（Guys and Dolls），重新由米高梅公司所有。
- 哈爾·洛區製作、米高梅發行的《Our Gang》，一度由透納娛樂公司持有，現由RHI Entertainment持有電影放映權，CBS Television Distribution持有電視放映權，Genius Products/溫斯坦影業具有影帶發行權。
- 《聯邦一州》（State of the Union）的版權現由EMKA, Ltd./NBC環球持有。
- 世界摔角賽與其相關影像，在2001年由世界摔角娛樂購買。
- 《魔誡奇兵》（The Beastmaster）現由原製片持有版權，透納公司持有電視放映權。
- 《迷牆》（Pink Floyd The Wall）的電影院與電視放映權由透納公司持有，影帶等其他權利由新力音樂持有。
- 《風雲人物》（It's a Wonderful Life）原由雷電華持有版權，一度由透納娛樂公司持有，現由共和影業/派拉蒙影業持有。在90年代，《風雲人物》進入公有領域。
- 大衛·賽茲尼克（David O. Selznick）在雷電華期間製作的電影，以及《啞女驚魂記》（The Spiral Staircase），一度由透納娛樂公司持有。現由美國廣播公司/迪士尼電影公司持有版權，米高梅公司具有影帶發行權。

## 製作部門
透納娛樂公司也製作許多家庭節目、所持有電影的紀錄片、《湯姆和傑利》（Tom and Jerry）等卡通的新節目、電視電影、迷你影集。也成立透納影業（Turner Pictures）製作電影：《蓋茨堡之役》（Gettysburg）、《暫時停止接觸》（Fallen）、《時空大聖》（The Pagemaster）。透納影業拍攝的電影，是經由華納兄弟影業公司發行。
《貓不跳舞》（Cats Don't Dance）則是由透納動畫公司（Turner Feature Animation）製作。透納動畫公司現在合併於華納動畫公司
在1996年以前，透納娛樂公司具有電視部門。在1996年以後，電視部門被Telepictures Distribution合併。在2003年，Telepictures Distribution被華納兄弟電視公司合併。

## 透納家庭娛樂
- 透納家庭娛樂（Turner Home Entertainment）負責發行透納娛樂公司的影帶。
- 透納家庭娛樂負責發行世界摔角賽的影帶。在2001年，由世界摔角娛樂買走發行權。
- 新線影業的《天鵝公主》（The Swan Princess）的影帶，經由透納家庭娛樂負責發行。該電影現由新力影業家庭娛樂負責發行。
- 在時代華納集團併購透納廣播公司後，透納家庭娛樂被華納家庭娛樂合併。

## 外部連結
- 透納娛樂公司官方網站 （页面存档备份，存于）
- 互联网电影数据库（IMDb）上《透納娛樂公司》的资料（英文）